# Glyphostylum calyx
Glyphostylum calyx is een zeeanemonensoort uit de familie Actiniidae.
Glyphostylum calyx is voor het eerst wetenschappelijk beschreven door Roule in 1909.